# Antti Pohja
Antti Heikki Pohja (ur. 11 stycznia 1977 w Lahti) – fiński piłkarz grający na pozycji napastnika.

## Kariera klubowa
Swoją seniorską karierę rozpoczął w FC Kuusysi w 1994 roku. Zagrał dla tej drużyny w 14 meczach, w których strzelił 3 gole. W 1995 trafił do MyPa, dla którego zdobył 16 bramek w 74 spotkaniach. W klubie tym grał do 1997, po czym przeszedł do FinnPa, dla którego strzelił 1 gola w 13 pojedynkach. W 1999 został zawodnikiem FC Jokerit, dla którego wystąpił w 11 meczach. Jeszcze w tym samym roku reprezentował Tampereen Pallo-Veikot (1 występ) i Vaasan Palloseura (12 spotkań, 3 gole). W latach 2000–2001 grał w Tampere United, dla którego rozegrał 64 pojedynków i zdobył 28 bramek. Pod koniec 2001 podpisał kontrakt ze szwedzkim Hammarby IF. Grał w tym klubie do 2003. W 2004 wrócił do Tampere United. W tym samym roku został królem strzelców zdobywając 16 goli oraz najlepszym zawodnikiem i napastnikiem sezonu w Veikkausliidze. W 2005 został zawodnikiem FC Vaduz, a rok później wrócił do Finlandii – trafił do HJK Helsinki, z którym podpisał dwuletni kontrakt. Dla HJK zaliczył 23 występy, w których strzelił 11 bramek. W 2007 ponownie został zawodnikiem Tampere United, z którym podpisał dwuletni kontrakt. Rok później przedłużył go o kolejne dwa lata. We wrześniu 2010 zapowiedział zakończenie kariery po sezonie. W październiku 2010 jego kariera oficjalnie dobiegła końca.

## Kariera reprezentacyjna
Pohja wystąpił w 23 meczach reprezentacji Finlandii i strzelił 2 gole. Zadebiutował w niej 30 października 1996 w Kotka z Estonią. W meczu tym strzelił gola. Drugą bramkę w kadrze zdobył 1 grudnia 2004 w Manamie z Bahrajnem. Ostatnim występem w reprezentacji była 1 minuta rozegrana 19 listopada 2008 w St. Gallen ze Szwajcarią. Reprezentował kraj także w reprezentacji U-15, w której zadebiutował 5 czerwca 1992 z Estonią, kadrze U-17 i reprezentacji do lat 21.

## Życie pozasportowe
Pohja zdobył tytuł magistra na Uniwersytecie Tampere. W 2001 pisał artykuły w dziale piłkarskim „Kaupunkilehti Tamperelaisessa”. W 2011 został felietonistą magazynu „Veikkaaja”.

## Osiągnięcia
- Mistrzostwo Finlandii (2): 2001[17], 2007
- puchar Finlandii (2): 1995, 2006
- puchar ligi (1): 2009
- Zawodnik sezonu 2004 w Veikkausliidze
- Napastnik sezonu 2004 w Veikkausliidze